# Charlye Ménétrier McGrath
Charlye Ménétrier McGrath, née en 1979, est une écrivaine et autrice française.

## Biographie
Charlye Ménétrier McGrath a d'abord travaillé dans la musique. Elle partage depuis son quotidien entre un emploi à l'Université de Lyon, et le temps consacré à l'écriture de ses romans.

## Carrière littéraire
En 2019, Charlye Ménétrier McGrath publie son premier roman, Les sales gosses, aux éditions Fleuve. Elle est lauréate du prix e-crire au féminin en 2016, pour ce même texte. Qualifié de littérature feel-good ou Pop Littérature, l’histoire de porte avec humour sur la vengeance de Mamie Jeanne, qui ne décolère pas après son placement en maison de retraite par ses enfants,.
En juin 2020, l’écrivaine sort un second roman Les imbéciles heureux, aux éditions Fleuve. Un groupe d’inséparables amis du lycée se retrouvent quelques années plus tard entre vie professionnelle et vie familiale. L’occasion de ressortir les archives de leur jeunesse, dans lesquels chacun exposait sa vision personnelle du bonheur. L’autrice confronte les espoirs adolescents à la vie d’adulte, et la manière dont chacun s’empare de son destin pour construire sa vie et concrétiser ses rêves.

En octobre 2021, sort son troisième roman Les durs à cuire, chez Fleuve Editions. Dans ce nouvel opus, Sixtine, 40 ans, mariée, deux enfants et bourgeoise par excellence, est au bord de la crise de nerfs lorsqu’elle se retrouve contrainte d’héberger ses parents. Leurs rapports se limitent au strict nécessaire depuis qu’elle est adulte et pour cause, elle est la fille de deux ex-stars du punk. Grands-parents déjantés versus fille quadra bien rangée (et même un peu coincée), la maison est à deux doigts d’exploser. Mais pour Constance et Clémence, les deux filles de Sixtine, cette cohabitation tombe du ciel.
Le temps qui passe, les rêves de jeunesse oubliés ou mis de côté, les regrets et les non-dits, les secrets de famille comptent parmi ses thèmes de prédilection. La relation entre petits-enfants et grands-parents s'inscrit en filigrane dans chacun de ses récits.
Son quatrième roman est en cours d'écriture. La sortie est annoncée pour 2024.

### Romans
- Les Sales Gosses, Fleuve éditions, Collection Roman Contemporaine Gf, 264p, 2019,  (ISBN 2265118508)
- Les Imbéciles heureux, Fleuve éditions, 240p, 2020,  (ISBN 2265154717)
- Les Durs à Cuire, Fleuve éditions, 352p, 2021  (ISBN 9782265155183)

### Ouvrages collectifs
- Cinq bougies pour un Fleuve, Anne-Laure Bondoux, Hervé Commère, Sophie Loubière, Charlye Ménétrier McGrath, 12-21, 41p, 2019,  (ISBN 9782823875263)
- 7 bougies pour un Fleuve, Anne-Laure Bondoux, Hervé Commère, Susi Fox, Sophie Loubière, Charlye Ménétrier McGrath, Anne B. Ragde, Ruth Ware, Univers Poche, 61p, 2020,  (ISBN 9782823875287)
- Des mots par la fenêtre, 2020,  (ISBN 9782266313551)